# John Steffensen
John Steffensen (Perth, 30 augustus 1982) is een Australische sprinter, die is gespecialiseerd in de 400 m. Hij nam driemaal deel aan de Olympische Spelen.

## Biografie

### Ontwikkeling tot sprinter
John Steffensen werd door zijn ouders op zevenjarige leeftijd op atletiek gedaan om zijn overtollige energie kwijt te raken. Toen hij jong was, deed hij ook aan boksen. Hij werd in 1999 benoemd tot een gerespecteerd oud-leerling van het Trinity College in Perth en studeerde later aan de Universiteit van West-Australië, waar hij ook lid was van de atletiekvereniging.
Begonnen als verspringer stapte Steffensen in 2002 over op de sprint, dus toen hij van Perth naar Sydney verhuisde, sloot hij zich aan bij een sprintteam, waar hij onder leiding kwam te staan van Michael Khmel. Daar nam zijn snelheid ras toe en plaatste hij zich voor het WK 2003 in Parijs. Op dit toernooi nam hij als lid van het Australische team deel aan de 4 x 400 m estafette. Het team werd uitgeschakeld voor de finale.

### Zilver in Athene en dubbel goud in Melbourne
In 2004 plaatste John Steffersen zich voor de Olympische Spelen van Athene. Daar behaalde hij met zijn teamgenoten Mark Ormrod, Patrick Dwyer en Clinton Hill een zilveren medaille op de 4 x 400 m. Met 3.00,60 finishten de Australiërs achter de Amerikaanse (2.55,91) en voor de Nigeriaanse ploeg (3.00,90). Op het WK 2005 in Helsinki werd hij met 45,46 s laatste in de finale van de 400 m.
Zijn grootste succes behaalde Steffersen in 2006. Dat jaar won hij de 400 m op de Australische kampioenschappen, terwijl hij met een nieuw persoonlijk record van 44,73 op ditzelfde nummer Alleyne Francique uit Grenada (zilver) en Jermaine Gonzales uit Jamaica (brons) versloeg en een gouden medaille won op de Gemenebestspelen 2006 in Melbourne. Op de 4 x 400 m estafette veroverde hij in dat toernooi met het Australische team eveneens goud.

### Osaka en Peking
Op de wereldkampioenschappen atletiek 2007 in Osaka kwam hij met 44,95 in de halve finale negen honderdste van een seconde te kort voor een kwalificatie voor de finale. Na afloop liet hij noteren: It's been a long year, it's been a good year. There have been ups and downs and I tried my best and I hope I did Australia proud. I will be back next year with a vengeance and will make sure I can go one step better and win a medal at the Olympics. Later dat jaar werd hij op de wereldatletiekfinale in Stuttgart vijfde.
In 2008 was een Australische 4 x 400 m estafetteploeg aanwezig op de Olympische Spelen in Peking en John Steffensen was opnieuw een van de leden van dit team. In de series werd hij samen met zijn landgenoten Mark Ormrod, Clinton Hill en Joel Milburn vierde in 3.00,68, voldoende om door te dringen tot de finale. Daarin werd het team, waarin Ormrod was vervangen door Sean Wroe, zesde in 3.00,02.

### Eerste WK-eremetaal ooit op 4 x 400 m
Het was wederom het 4 x 400 m estafetteteam waarmee Steffensen in 2009 opnieuw het meest succesvol was. Op de wereldkampioenschappen in Berlijn was hij op de individuele 400 m eerder nog in de halve finale gestrand. Op het estafettenummer kreeg hij echter zijn revanche. Samen met Ben Offereins, Tristan Thomas en Sean Wroe vocht John Steffensen achter het ongenaakbare team van de Verenigde Staten (1e in 2.57,86) een lang duel uit met aartsrivaal Groot-Brittannië, dat ten slotte nipt door de Britten werd gewonnen in 3.00,53. Met hun 3.00,90 waren de 'Aussies' echter derde en net even te snel voor het opvallende Belgische team, dat bijna een seconde later als vierde finishte. De bronzen medaille was voor de Australiërs het eerste eremetaal ooit op dit nummer tijdens een WK.
Tot Steffensens helden behoort Peter Norman, die op de Olympische Spelen van Mexico-Stad in 1968 een zilveren medaille won op de 200 m. Op zijn arm staat getatoeëerd "Vincit Qui Se Vincit", wat betekent: Hij overwint, die zichzelf overwint.

### Conflict Athletics Australia
John Steffensen besloot in september 2010, een maand voor de Gemenebestspelen van Delhi in oktober, het belangrijkste kampioenschap van 2010, om zich terugtrekken van deelname aan deze wedstrijd. Dit deed hij om te protesteren tegen de praktijken van de atletiekbond van Australië, Athletics Australia. Zijn bezwaren waren onder andere dat de bond atleten treiterde en ouderwets en egoïstisch handelde. Een klacht van Steffensen was dat tijdens de Gemenebestspelen van Melbourne in 2006 zijn kamer overhoop was gehaald. Ook was hij boos over het feit dat hij een half jaar eerder, in april, niet werd vrijgesteld van de nationale kampioenschappen door een zware rugoperatie. Om gegarandeerd te zijn voor deelname aan de Gemenebestspelen moest hij tegen het advies van de chirurgen in toch meedoen aan de Australische kampioenschappen. Volgens de Australische bond zijn er sinds april meerdere pogingen gedaan om de affaires te bespreken maar was Steffensen daar niet op ingegaan. Origineel zou hij zijn titels op de 400 en de 4 x 400 m proberen te verdedigen. Na de uitlatingen van John Steffensen in de pers werd hij voor drie maanden geschorst omdat hij de sport in diskrediet bracht.
De frictie tussen John Steffensen en de Australische atletiekbond nam een nieuw hoogtepunt aan tijdens de Australische kampioenschappen van 2011. Hij werd hier derde. Tijdens de prijsuitreiking werd Steffensen opgeroepen door de president van de atletiekbond Rob Fildes. De beschuldiging van Steffensen is dat nadat Steffensen de president negeerde, de president hem vroeg: "kan je niet praten", waarna hij Steffensen aanraakte op de schouder. Steffenson vroeg daarop een apprehended violence orders aan bij de politie, wat inhoudt dat bij herhaling een boete of celstraf kan worden opgelegd. Deze aanvraag werd uiteindelijk afgewezen.

### Wereldkampioenschappen en Olympische Spelen
Ondanks de spanning met de atletiekbond van Australië werd Steffensen toch geselecteerd voor de 4 x 400 m bij de wereldkampioenschappen in Daegu datzelfde jaar. Hij zou in de finale deelnemen, maar doordat de ploeg niet door de kwalificaties kwam, kwam hij uiteindelijk niet in actie.
 Het olympische jaar begon, in tegenstelling tot voorgaande jaren waar hij vaak last had van zijn hamstring, goed. Hij won de eerste twee wedstrijden van het nationale baancircuit en kwalificeerde zich voor de Australische 4 x 400 m estafetteploeg van de Olympische Spelen van Londen. Deze ploeg werd in de kwalificatieronde uitgeschakeld met een tijd van 3.03,17.

## Titels
- Gemenebestkampioen 400 m - 2006
- Gemenebestkampioen 4 x 400 m - 2006
- Australisch kampioen 400 m - 2006

## Persoonlijke records
| Onderdeel   | Prestatie | Datum           | Plaats    |
| ----------- | --------- | --------------- | --------- |
| 200 m       | 20,79 s   | 2 maart 2007    | Melbourne |
| 400 m       | 44,73 s   | 22 maart 2006   | Melbourne |
| verspringen | 7,18 m    | 2 februari 2002 | Perth     |

## Palmares

### 400 m
- 2005: 8e WK - 45,46 s
- 2006:  Gemenebestspelen - 44,73 s
- 2007: 5e Wereldatletiekfinale - 46,16 s
- 2009: 5e in ½ fin. WK - 45,50 s (45,37 s in serie)

### 4 x 400 m estafette
- 2004:  OS - 3.00,60
- 2006:  Gemenebestspelen - 3.00,93
- 2008: 6e OS - 3.00,02
- 2009:  WK - 3.00,90
- 2012: 5e in serie OS - 3.03,17